# Fama Fall
Fama Fall (Thiès, 27 gennaio 1974) è un'ex cestista senegalese.

## Carriera
Con il Senegal ha disputato i Campionati mondiali del 2002.